# Comitè Olímpic de Saint Lucia
El Comitè Olímpic de Saint Lucia (codi COI: LCA) és el Comitè Olímpic Internacional que representa Saint Lucia. També és l'organisme responsable de la representació de Saint Lucia als Jocs de la Commonwealth.

## Història
El Comitè Olímpic Nacional de Saint Lucia (SLUNOC) va ser creat el 1987, però no va ser reconegut pel Comitè Olímpic Internacional fins al 1993. El president del SLUNOC és Alfred Emmanuel, la candidatura del qual va rebre suport de l'atleta Dominic Johnson.

### Participació als Jocs Olímpics d'estiu
Saint Lucia va participar per primera vegada als Jocs Olímpics d'estiu de 1996, celebrats a Atlanta (Estats Units d'Amèrica) i ha enviat articles a totes les competicions olímpiques des d'aleshores. El Comitè Olímpic mai ha participat als Jocs Olímpics d'Hivern.
El 2024 l'atleta Julien Alfred va guanyar la primera medalla per a la nació, un or a la cursa femenina de 100 metres, on també va registrar un nou rècord nacional amb un temps de 10.72 segons. Fou el primer cop des de 2004 en què la guanyadora de la prova no era de Jamaica. També va guanyar la medalla de plata a la cursa femenina de 200 metres amb un temps de 22.08 segons per darrere de Gabrielle Thomas.

#### Abanderats de Saint Lucia als Jocs Olímpics d'estiu[8]
| Any  | Abanderat/da                   | Esport            | Ref.   |
| ---- | ------------------------------ | ----------------- | ------ |
| 2024 | Michael Joseph                 | Atletisme         | [ 9 ]  |
| 2020 | Lavern Spencer Jean-Luc Zephir | Atletisme Natació | [ 10 ] |
| 2016 | Lavern Spencer                 | Atletisme         | [ 11 ] |
| 2012 | Lavern Spencer                 | Atletisme         | [ 11 ] |
| 2008 | Lavern Spencer                 | Atletisme         | [ 11 ] |
| 2004 | Zepherinus Joseph              | Atletisme         | [ 11 ] |
| 2000 | Dominic Johnson                | Atletisme         | [ 11 ] |
| 1996 | Michelle Baptiste              | Atletisme         | [ 11 ] |

## Medaller

### Medalles per Jocs Olímpics d'estiu

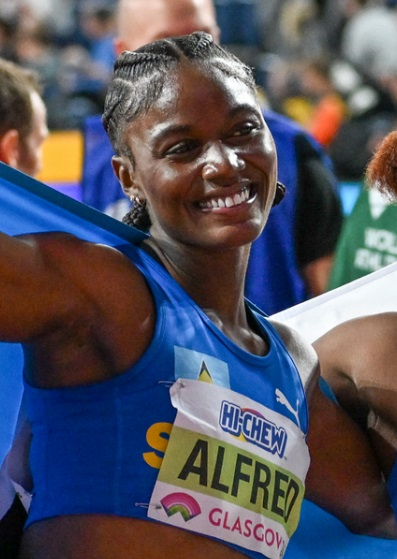
Julien Alfred, primera medallista olímpica de Saint Lucia.

| Jocs                | Esportistes | Or | Argent | Bronze | Total | Rànking |
| ------------------- | ----------- | -- | ------ | ------ | ----- | ------- |
| Atlanta 1996        | 6           | 0  | 0      | 0      | 0     | -       |
| Sydney 2000         | 5           | 0  | 0      | 0      | 0     | -       |
| Atenes 2004         | 2           | 0  | 0      | 0      | 0     | -       |
| Pequín 2008         | 4           | 0  | 0      | 0      | 0     | -       |
| Londres 2012        | 4           | 0  | 0      | 0      | 0     | -       |
| Rio de Janeiro 2016 | 5           | 0  | 0      | 0      | 0     | -       |
| Tòquio 2020         | 5           | 0  | 0      | 0      | 0     | -       |
| París 2024          | 5           | 1  | 0      | 0      | 1     | -       |
| TOTAL               | -           | 1  | 0      | 0      | 1     |         |

### Medallistes
| Medalla | Nom           | Jocs       | Esport    | Prova                        |
| ------- | ------------- | ---------- | --------- | ---------------------------- |
| Or      | Julien Alfred | París 2024 | Atletisme | Cursa femenina de 100 metres |
| Argent  | Julien Alfred | París 2024 | Atletisme | Cursa femenina de 200 metres |